# Hubert Rutkowski
Hubert Rutkowski (ur. 15 czerwca 1981 w Płońsku) – polski pianista, pedagog

## Życiorys
Do 15. roku życia mieszkał w Krasnem (powiat przasnyski), gdzie do dziś znajduje się jego dom rodzinny i mieszkają jego rodzice. Jego dziadek był organistą, a wuj nauczycielem muzyki. Naukę gry na fortepianie rozpoczął w wieku 8 lat. Jest absolwentem Akademii Muzycznej im. F. Chopina w Warszawie, w klasie prof. Anny Jastrzębskiej-Quinn (dyplom z wyróżnieniem w 2005 r.). W l. 2005–2010 odbył studia podyplomowe w Hochschule für Musik und Theater w Hamburgu w klasie prof. Jewgenija Koroliova. Swoje umiejętności doskonalił na kursach mistrzowskich m.in. w Dusznikach-Zdroju, Katanii (Włochy) i Weikersheim (Niemcy). Pracował z następującymi profesorami: Halina Czerny-Stefańska, Andrzej Jasiński, Valery Kozlow, Victor Makarov, Tatiana Szebanowa, Jan Micheils, Wiera Gornostajewa, Epifanio Comis, Inge-Susann Römhild i Artemis Quartett. W marcu 2005 r., jako jedyny reprezentant Polski, brał udział w warsztatach The 10th International Hamamatsu Piano Academy, tam współpracował z Hiroko Nakamurą, Piero Rattalino, Piotrem Palecznym, Michelem Béroffem i Arie Vardim.
Ważnym momentem w jego karierze stało się dokonanie nagrań płytowych nieznanych dzieł fortepianowych Juliana Fontany, przyjaciela i ucznia Fryderyka Chopina oraz utworów Teodora Leszetyckiego dla wytwórni Acte Préalable (2007, 2008). W Roku Chopinowskim 2010 zrealizował nagranie „Pupils of Chopin” dla wytwórni Naxos. Od tego czasu prowadzi aktywną działalność koncertową w wielu krajach Europy, Azji, Ameryki Łacińskiej i USA. Koncertował w ramach festiwali takich jak m.in. Schleswig-Holstein Musik Festival, Husum Klavierfestival, Ars Longa Music Festival w Moskwie, Festiwal Mozartowski w Warszawie, Festiwal Paderewskiego w Paso Robles (USA), Festiwal Artura Rubinsteina w Łodzi, Międzynarodowy Festiwal Paderewskiego Warszawie. Występuje z renomowanymi artystami i dyrygentami, takimi jak Lilya Zilberstein, Alexei Lubimov, Łukasz Borowicz, Martin Haselböck, Jamie Phillips czy José Maria Florêncio.
W ostatnich latach pasją Rutkowskiego stały się fortepiany historyczne. Jako pianista i pedagog współpracuje z kolekcją fortepianów historycznych Museum für Kunst und Gewerbe w Hamburgu. W 2013 r. nagrał płytę z utworami Claude Debussy’ego na fortepianie Erarda (1880), w 2018 r. ukazała się jego płyta z utworami F. Chopina na fortepianie Pleyela (1847) dla wytwórni Piano Classics.
Jest dyrektorem artystycznym Chopin Festival w Hamburgu, inicjatorem i dyrektorem Międzynarodowego Konkursu Pianistycznego Teodora Leszetyckiego w Hochschule für Musik und Theater w Hamburgu. W 2010 r. wygrał konkurs na stanowisko profesora tej uczelni, jako jeden z najmłodszych profesorów w Niemczech. Od tego czasu prowadzi własną klasę fortepianu. Od 2014 r. jest kierownikiem Katedry Fortepianu Hochschule für Musik und Theater w Hamburgu. Jest ponadto założycielem i prezesem Towarzystwa Muzycznego im. Teodora Leszetyckiego w Warszawie.

## Ważniejsze nagrody i wyróżnienia
- 1994 – III nagroda na Ogólnopolskim Konkursie Pianistycznym im. Ludwika Stefańskiego w Płocku[3];
- 1999 – III nagroda na Międzynarodowym Konkursie Pianistycznym im. Fryderyka Chopina w Wilnie[3];
- 2000 – I nagroda i nagroda specjalna (w postaci koncertów promocyjnych w Berlinie oraz w Studiu Koncertowym Polskiego Radia im. Witolda Lutosławskiego w Warszawie) na 4. Festiwalu Młodych Pianistów w Siedlcach[3];
- 2006 – wyróżnienie „Medalla per Unanimitat” na 52. Maria Canals International Piano Competition w Barcelonie[3][4].
- 2006 – II nagroda na 15. Elise Meyer Wettbewerb w Hamburgu[3];
- 2006 – Grand Prix na 3. Konkursie na projekt nagraniowy „Zapomniana Polska” Wydawnictwa Muzycznego Acte Préalable (nagranie dzieł fortepianowych Juliana Fontany)[3];
- 2007 – I nagroda na Międzynarodowym Konkursie Chopinowskim w Hanowerze[3];
- 2013 – nagroda Berenberg-Kulturpreis w Hamburgu[3];
- 2014 – Medal Stanisława Ostoja-Kotkowskiego kategorii Twórca Uznany[1].

## Odznaczenia
- Złoty Krzyż Zasługi (2024)[5]